# Ludwig Leichhardt
Friedrich Wilhelm Ludwig Leichhardt (cunoscut ca Ludwig Leichhardt, n. 23 octombrie 1813, Tauche, Brandenburg, Germania – d. 1848, Australia, Australia) a fost un geolog german, explorator și naturalist. Este cel mai faimos pentru explorarea nordului și centrului Australiei. Dispariția lui Leichhardt în statul australian Noul Wales de Sud, deși investigată de multe ori, a rămas un mister. 